# Burg Strassberg

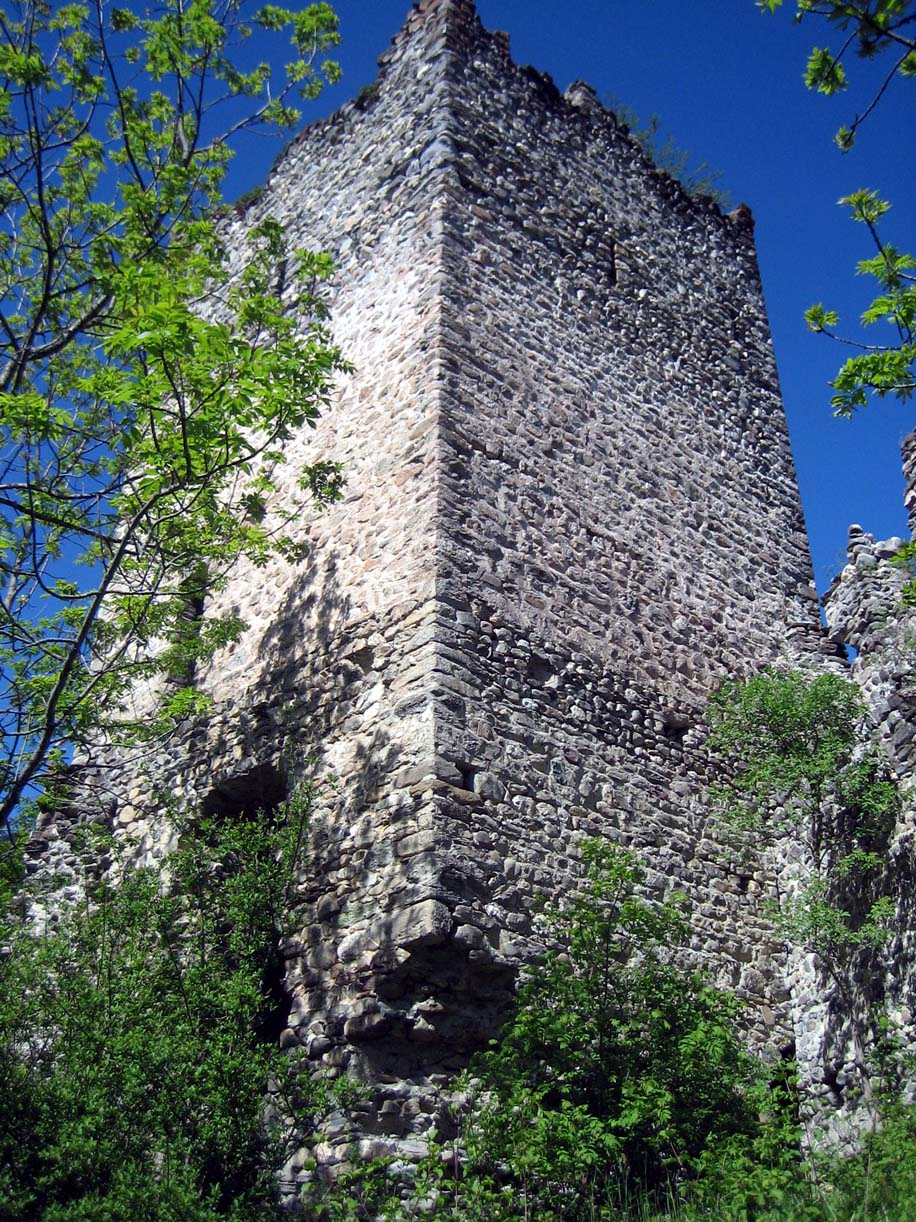
Turm von Osten

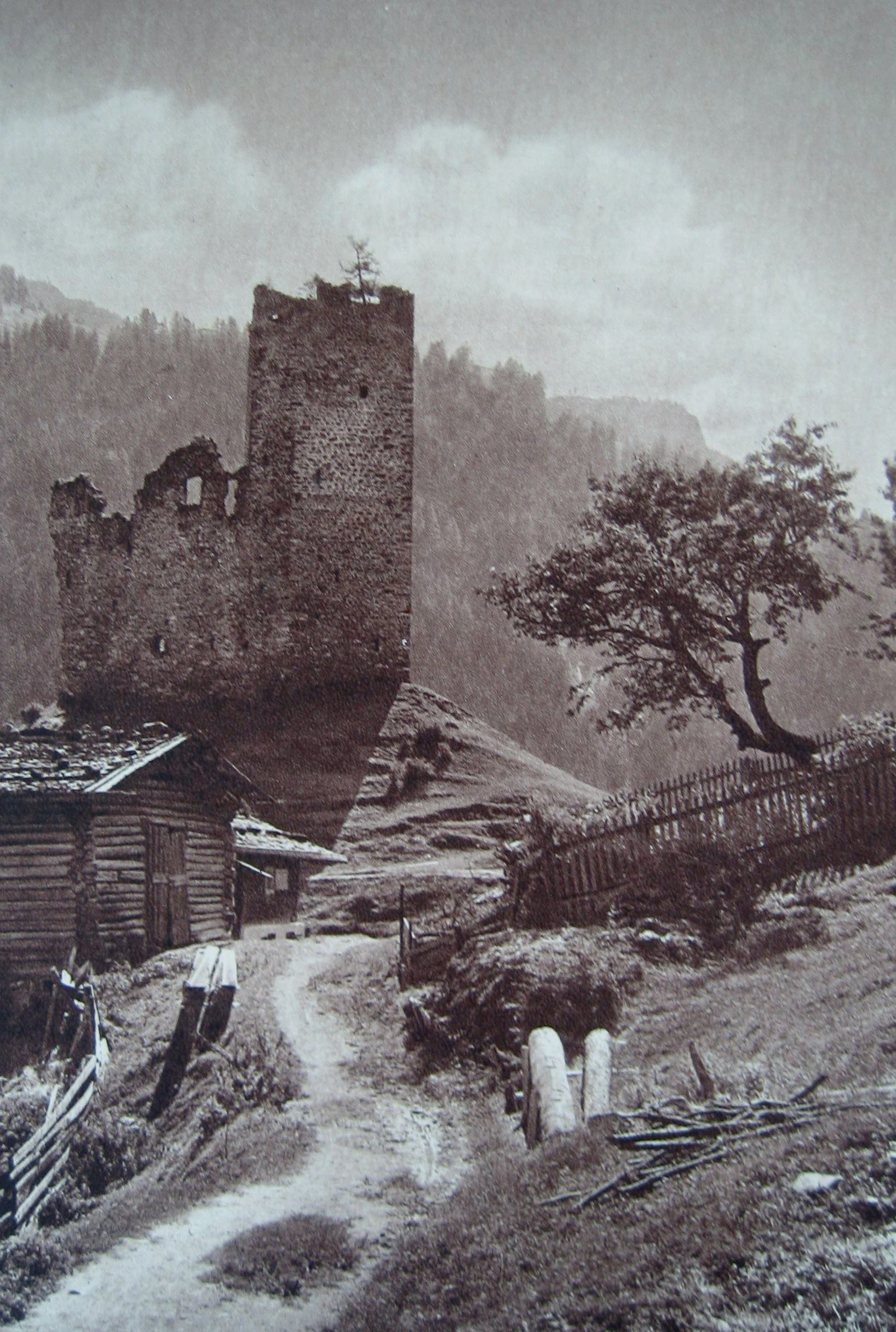
Strassberg 1937

Die Ruine der Burg Strassberg steht in Malix im schweizerischen Kanton Graubünden.

## Lage
Die Ruine der Höhenburg steht auf einer Höhe von 1100 m ü. M. auf einem kleinen Hügel etwas unterhalb der Strasse von Chur nach Lenzerheide. Sie kann vom Dorf aus gut erreicht werden. 2008 bis 2010 wurden die Mauern restauriert und gesichert.

## Name
Der Name erscheint im 13. Jahrhundert in mehreren Schreibweisen: so wird etwa 1253 O. de Strazperc genannt, 1259 de Straceberch und 1260 de Strasberch. Schon 1275 erscheint der Name der Burg: …castrum dictum Strasceberch. Dass der Name mit der seit ältester Zeit wichtigen Verbindungsstrasse zwischen Rom und Deutschland zusammenhängt, ist nicht zu bezweifeln. Auch wird die Burg wiederholt im Zusammenhang mit Strassenzoll genannt, so 1413 …ainen zol under dem huse ze Strasberch.

## Anlage
Auf der Terrasse unterhalb der Hauptburg lag eine geräumige Vorburg mit Umfassungsmauer, von der allerdings kaum noch Reste vorhanden sind. Unter dem heutigen Weg ist eine äussere Toranlage zu vermuten.
Die Hauptburg auf dem Hügel wurde in zwei Etappen errichtet. Aus älterer Zeit stammen die Reste einer unregelmässig verlaufenden Umfassungsmauer aus lagenhaftem Mauerwerk aus Bruchsteinen und Findlingen. Im bergseitigen Mauerwinkel weisen Schartenfenster mit schräger Durchbruchsrichtung zur Strasse hin. Zum ursprünglichen Baubestand gehören auch die Fensteröffnungen. Sitzbänke in der Mauer und Reste eines Aborterkers deuten auf einen wohl nachträglich innen angebauten Wohntrakt hin.
In einer späteren Ausbauphase wurde in den bergseitigen Mauerwinkel ein viereckiger Bergfried gestellt, dessen Aussenmauern auf die Flucht der Ringmauer aufgesetzt wurden. Anhand der Balkenlöcher sind vier Geschosse sowie Dachraum und Zwischenstock zu erkennen. Der Hocheingang lag auf der Südseite im zweiten Geschoss oberhalb der nachträglich ausgebrochenen grossen Bresche. Die Wohnräume lagen im dritten und vierten Geschoss. In der Nordwestecke ist ein Abort mit schräg durch die Mauer gezogenem Abfluss zu erkennen. Im vierten Geschoss führte ein Ausgang auf eine Laube. Den oberen Abschluss bildete ein Zinnenkranz mit aufgesetztem Zeltdach.
Im Zuge dieser Ausbauten wurde die östlich anschliessende Ringmauer um ein Stockwerk erhöht, die vermauerten Zinnen sind deutlich erkennbar. In Turmnähe lag ein gemauerter Aborterker auf Holzkonsolen.
Von den übrigen Partien der Hauptburg sind kaum noch Spuren sichtbar. Um die bergseitige Ringmauer zog sich eine schmale Zwingeranlage, die wohl einem nachträglichen Ausbau zuzuschreiben ist. Die baulichen Verbindungen zwischen Haupt- und Vorburg sind unklar.
Im 16. Jahrhundert war die Burg bereits eine Ruine, deren Zerfall durch Ausbeutung als Steinbruch beschleunigt wurde. 2008/2009 wurden an der Ruine umfassende Restaurierungsarbeiten vorgenommen.

## Geschichte

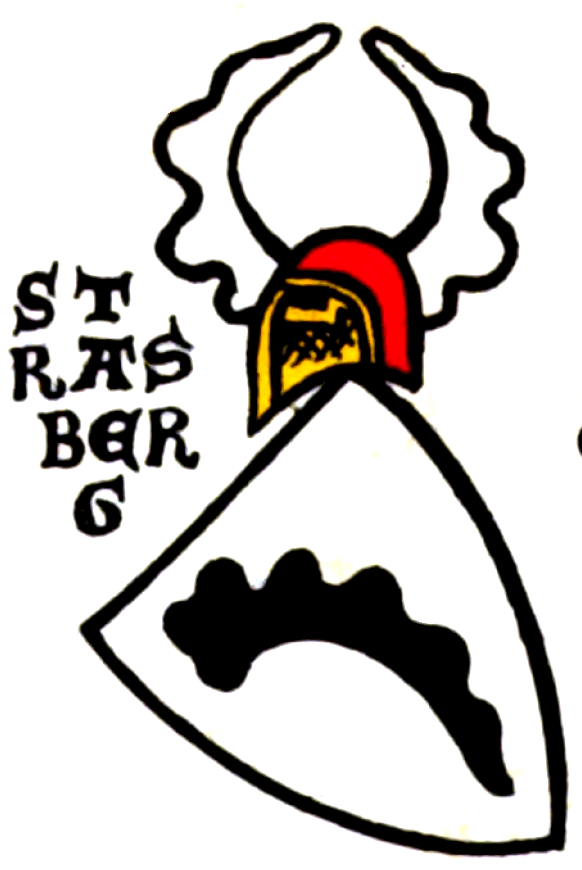
Wappen der Herren von „Strasberg“ in der Zürcher Wappenrolle, ca. 1340

Über die Entstehung der Burg gibt es keine gesicherten Unterlagen. Die älteste Bauteile stammen wohl aus der Zeit um 1200. Der Umbau und der Bau des Turmes erfolgte im 13. Jahrhundert. Die Burg Strassberg war der Sitz der Herren von Strassberg, die 1253 mit Otto de Strazperc erstmals bezeugt sind. Die Ministerialenfamilie gehörte zum Gefolge der Freiherren von Vaz. Ihr Wappen erscheint in der Zürcher Wappenrolle mit einer sinkenden schwarzen Gemsstange im silbernen Schild. Sie waren nicht verwandt mit den Freiherren und Grafen von Strassberg bei Büren an der Aare.
1275 gehörte die Burg den Freiherren von Vaz, denn Walter V. von Vaz nahm sie von den Besitzungen aus, die er für den Fall erbenlosen Todes ans Hochstift Churwalden übertrug. Er hatte die Burg seiner Gemahlin Liutgard von Kirchberg als Morgengabe geschenkt. Wann und wie die Feste in die Hände der Vazer gelangt ist, bleibt ungewiss. Denkbar ist, dass die Burg ursprünglich Zentrum einer kleinen selbständigen Herrschaft war und erst nachträglich vazisch wurde. Sie kann aber auch von den Vazern errichtet und später einem Ministerialengeschlecht übertragen worden sein, das sich nach der Festung Strassberg nannte. 1295 traten die Herren von Strassberg jedenfalls als vazische Ministeriale auf. Wegen der Lage an den Passrouten und wegen des nahen Klosters Churwalden, wo die Vazer ihre Grablege hatten, spielte Strassberg für sie eine wichtige Rolle.
Wie lange die Herren von Strassberg auf der Burg sassen, ist ungewiss. Nach dem Aussterben der Vazer gegen 1339 gelangte die Burg durch Erbschaft über Kunigunde von Vaz an ihren Gemahl Friedrich V. von Toggenburg. Unterhalb der Burg lag eine Zollstation, die wohl die Toggenburger errichtet hatten und sich gegen den Willen des Churer Bischofs von König Karl IV. am 30. April 1348 übertragen liessen. Doch noch im gleichen Jahr erfolgte der Widerruf.
Nach dem Tod des letzten Toggenburgers im Jahr 1436 gelangte Strassberg an Graf Wilhelm IV. von Montfort-Tettnang. Wie schon die Toggenburger liessen auch die Montfort die Burg durch Vögte aus der bäuerlichen Oberschicht der Umgebung verwalten. Nach dem Montforter Freiheitsbrief für das Gericht Churwalden von 1441 musste Strassberg dem Land offenn vnd gewertig sein, ebenso nach dem Freiheitsbrief des Gaudenz von Matsch von 1471. Zudem durfte das Schloss nur mit Willen und Rat des Landes besetzt und bevogtet werden. Nach einem Einkünfteverzeichnis von 1451 zinste der buw ze Strassberg (Burg und Güter) 30 Scheffel Korn.
Später kam die Burg aus Geldnot an das Haus Österreich, bis es 1471 von Herzog Sigismund an den Vogt Ulrich von Matsch verkauft wurde. Bereits sechs Jahre später kaufte er es von ihm zurück. 1491 war das Schloss Strassberg etwas pawuellig (baufällig) und sollte durch den Vogt wieder instandgestellt werden. Der letzte österreichische Vogt sass während des Schwabenkriegs auf Strassberg. Weil die Bündner einen österreichischen militärischen Stützpunkt auf ihrem Gebiet verhindern wollten, wurde die Festung am 5. März 1499 von ihnen gestürmt und ausgebrannt.
1649 erhielt Johann Anton Buol (1601–1662) aus der Bündner Familie Buol, Besitzer des nahen Schlössli Parpan, als Oberst in spanischen Diensten, Podestà und Gesandter von Kaiser Ferdinand III. das Adelsprädikat „von Strassberg“ mit Wappenergänzung durch das Gemsstangenwappen der längst ausgestorbenen Ministerialenfamilie.

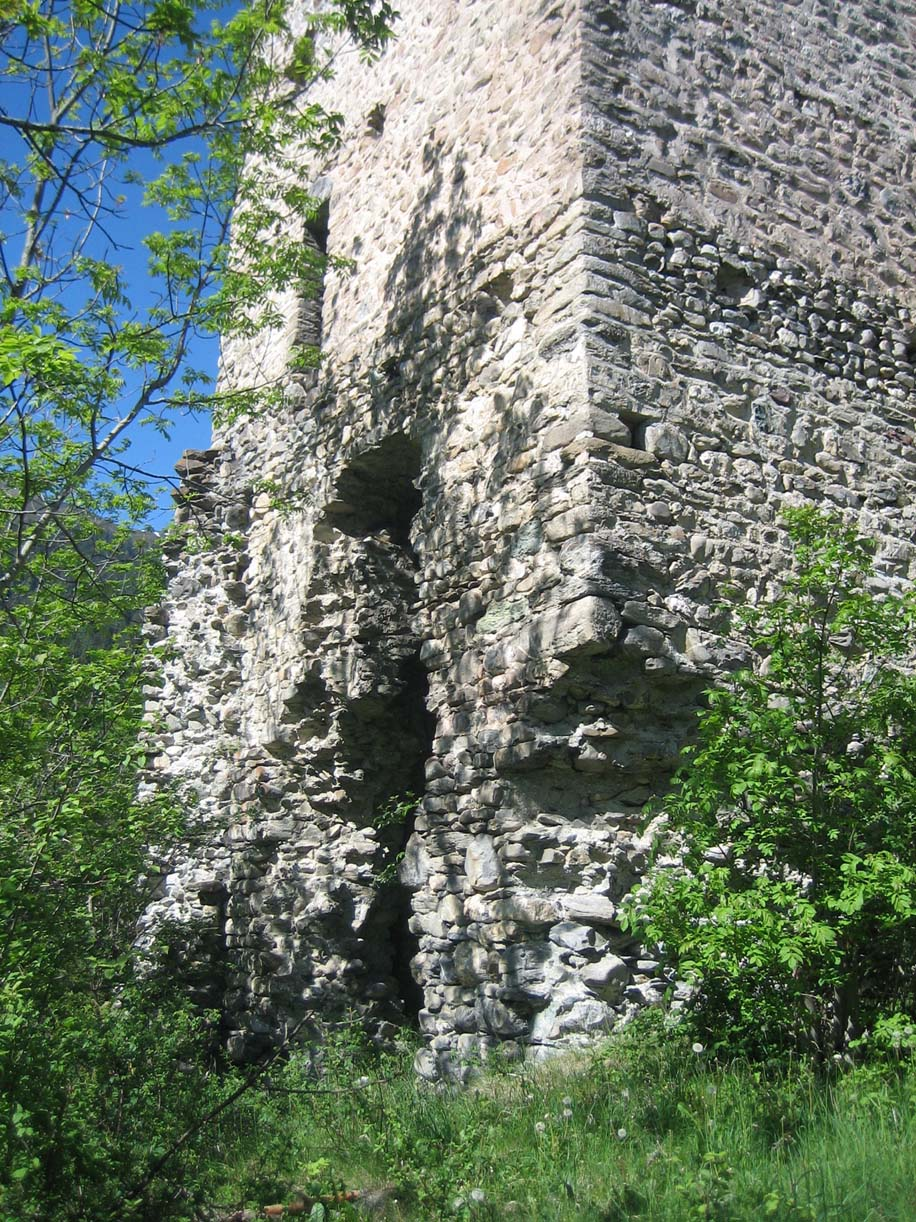
Fuss des Turmes mit Hocheingang
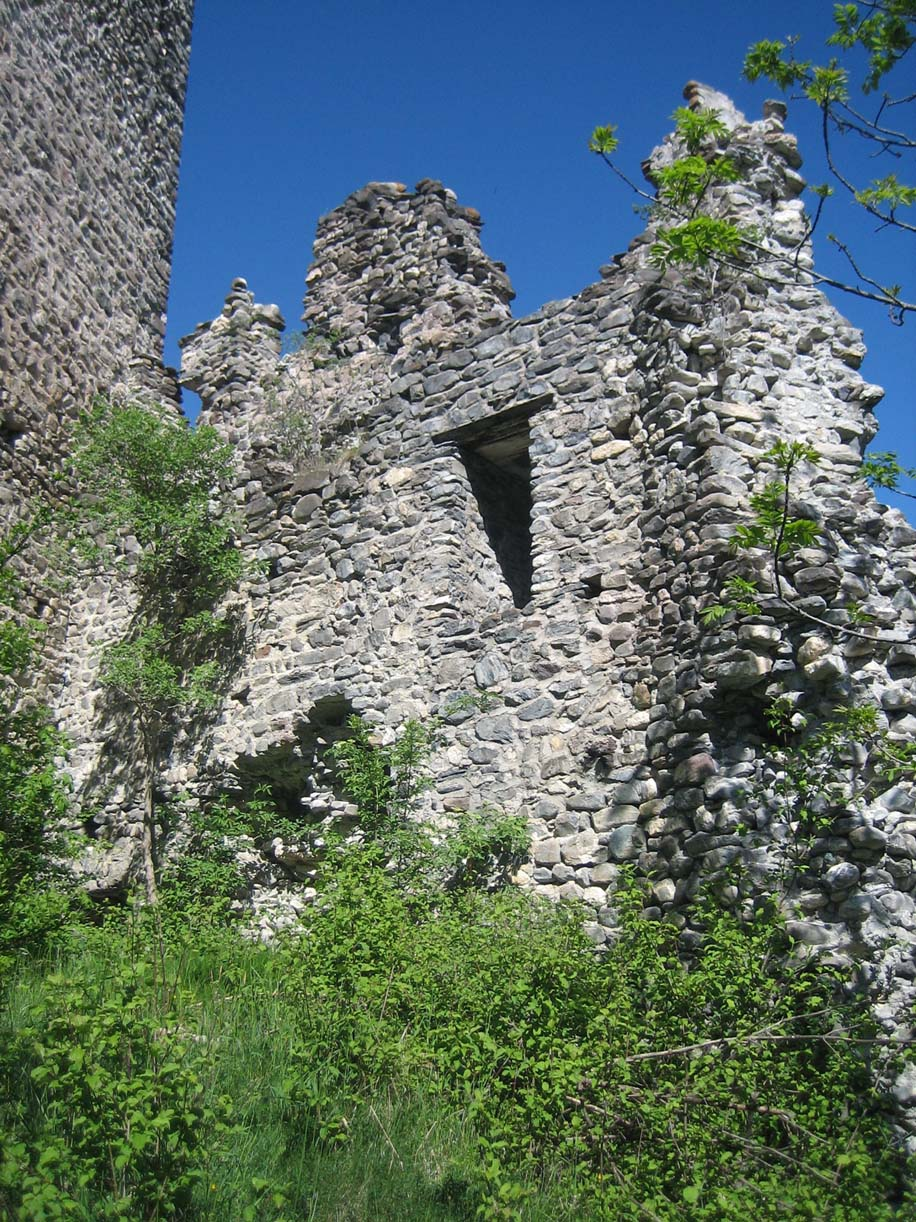
Palas, angrenzend an den Turm
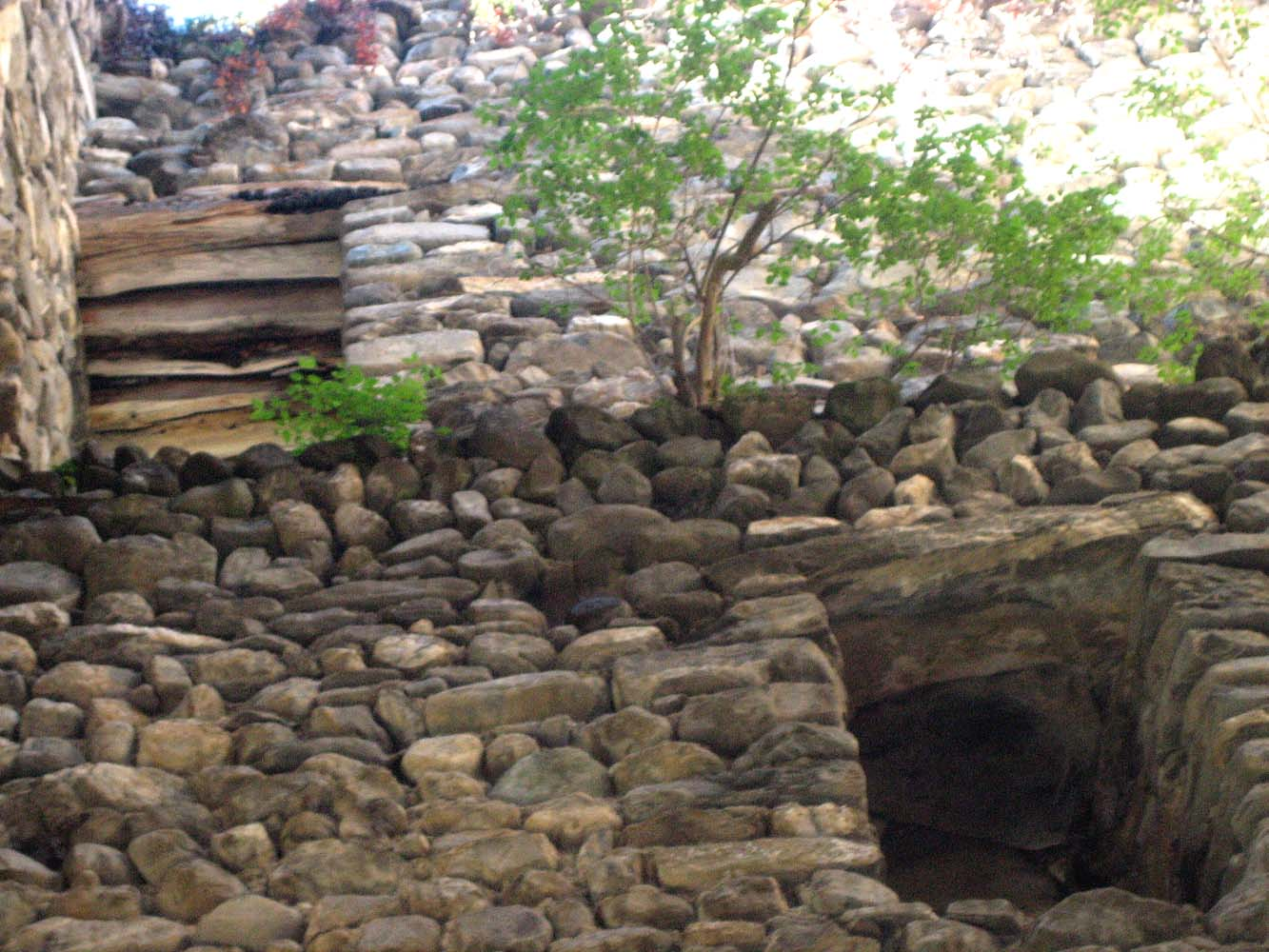
Im Turm
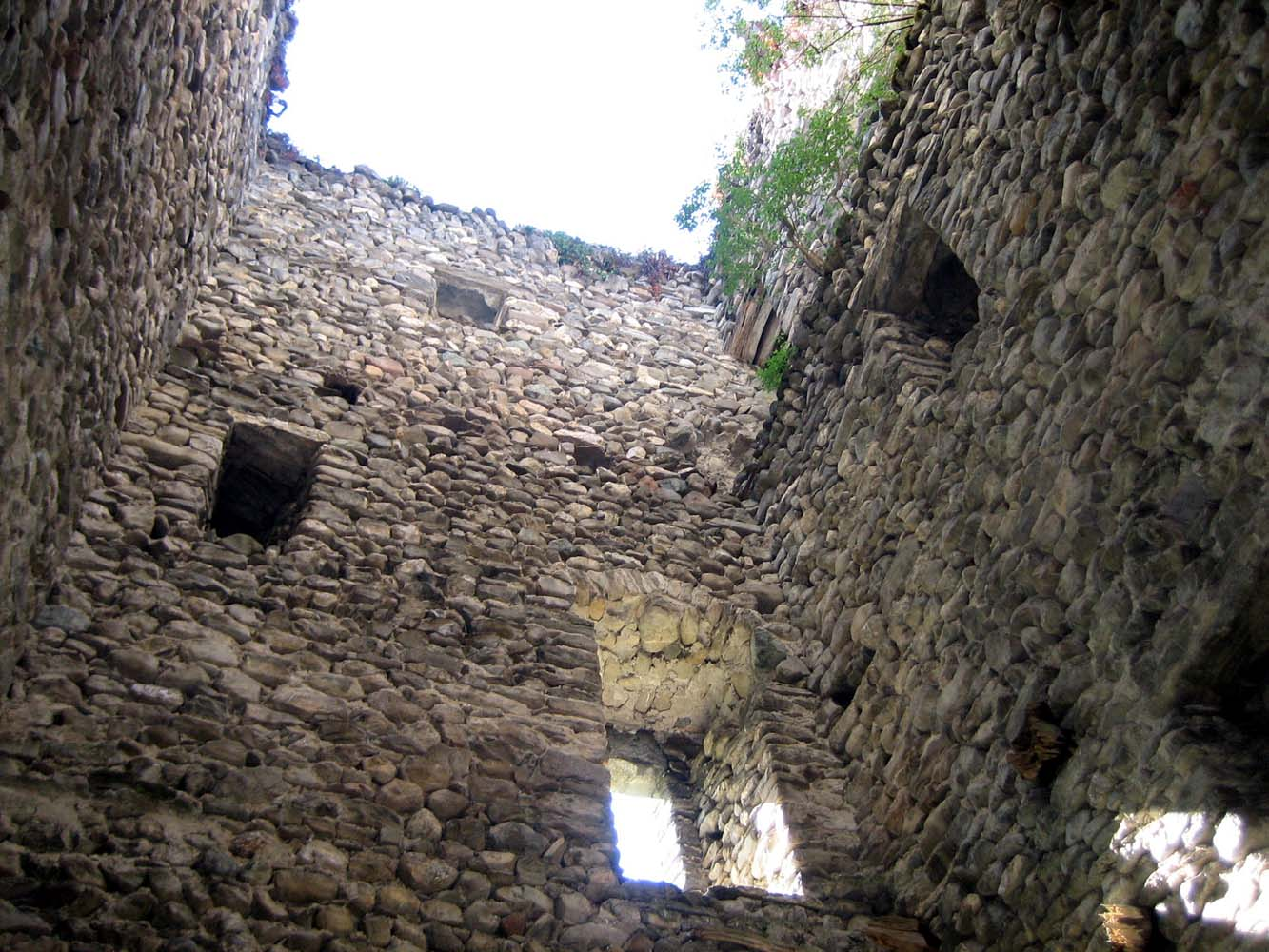
Das Innere des Turmes
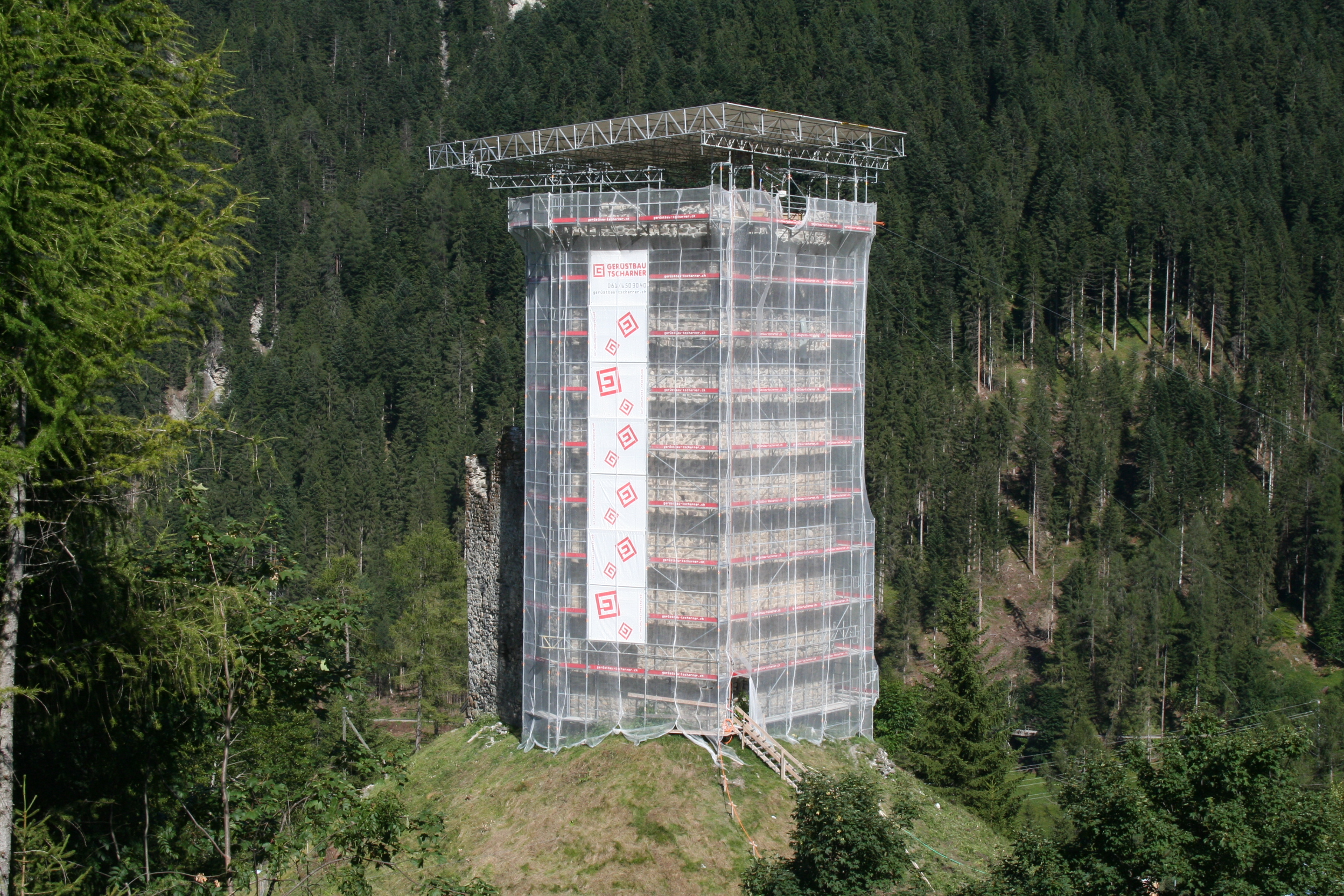
Sommer 2008